# Ria Baran
Ria Baran, efter vigseln Falk, född 2 november 1922 i Dortmund, död 12 november 1986 i Düsseldorf, var en tysk konståkare som tävlade i paråkning.
Hon tävlade tillsammans med sin senare make Paul Falk. Tillsammans blev de mellan 1947 och 1952 varje år västtysk mästare. Den största vinsten var guldmedaljen vid de olympiska vinterspelen 1952 i Oslo. Paret vann dessutom vid världsmästerskapen 1951 och 1952 samt vid europamästerskapen under samma år. Ria Baran mottog tre gånger utmärkelsen Sportler des Jahres (1950, 1951, 1952).
Efter olympiaden blev paret Baran/Falk professionella och de var med i showen Holiday on Ice.